# Louise van Mecklenburg
Louise van Mecklenburg (Güstrow, 28 augustus 1667 - Kopenhagen, 15 maart 1721) was van 1699 tot aan haar dood koningin van Denemarken. Ze behoorde tot het huis Mecklenburg.

## Levensloop
Louise was de dochter van hertog Gustaaf Adolf van Mecklenburg-Güstrow en diens echtgenote Magdalena Sibylla, dochter van hertog Frederik III van Sleeswijk-Holstein-Gottorp. Ze groeide op aan het redelijk bescheiden vorstenhof van Mecklenburg-Güstrow, waar een sterke piëtische religiositeit heerste.
Ze leerde haar latere echtgenoot, kroonprins Frederik van Denemarken, kennen toen die Duitse vorstenhoven bezocht om een bruid te vinden. Op 5 december 1695 huwden Louise en Frederik in Kopenhagen en in 1699 werden ze aan de zijde van haar echtgenoot Frederik IV koningin van Denemarken. In 1700 werden ze gezalfd in de Slotkerk van Frederiksborg.
Louise leed onder het temperament van haar man, die een reeks maîtresses had. Nog tijdens het leven van Louise ging Frederik IV twee morganatische huwelijken aan. In tegenstelling tot haar schoonmoeder Charlotte Amalia had Louise het moeilijk met de situatie en ze beschouwde het als een krenking. Ze maakte haar echtgenoot verwijten, wat voor een pijnlijke situatie aan het Deense hof zorgde. Vermoed wordt dat de diepe religiositeit van Louise ook een vlucht uit haar diep ontgoochelende huwelijk was. Enkele dagen na Louises dood maakte Frederik IV een van zijn twee morganatische echtgenotes, Anna Sophie von Reventlow, officieel en later benoemde hij haar tot koningin.
Louise nam deel aan het officiële hofleven en vervulde haar ceremoniële plichten. Voor de rest leidde ze een stil en teruggetrokken leven. Het behagen van haar echtgenoot verwierf ze niet. In de loop der tijd bezat zij drie landgoederen in Denemarken - Hørsholm, Rungstedgård en Ebberødgård -, maar de administratie daarvan nam ze niet zelf op. Ook had ze een nauwe relatie met haar zoon Christiaan, die ook een sterke religiositeit ontwikkelde en eerder schuw was voor de openbaarheid.
Louise had een omvangrijke boekverzameling, die bewaard wordt in de Koninklijke Bibliotheek van Kopenhagen. De meesten van die boeken waren religieuze geschriften. Omdat de verzameling uitsluitend Duitstalige boeken omvat, wordt vermoed dat ze het Deens niet beheerste of de taal niet graag gebruikte.
In maart 1721 stierf ze op 53-jarige leeftijd, waarna Louise bijgezet werd in de Kathedraal van Roskilde.

## Nakomelingen
Louise en Frederik IV kregen vijf kinderen, van wie drie de kindertijd niet overleefden:
- Christiaan (1697-1698)
- Christiaan VI (1699-1746), koning van Denemarken
- Frederik Karel (1701-1702)
- George (1703-1704)
- Charlotte Amalia (1706-1782)

- Bibsys: 12071976
- Gemeinsame Normdatei: 133022641
- International Standard Name Identifier: 0000 0000 1943 6921
- Virtual International Authority File: 52865304
- WorldCat: E39PBJktvj3QQvGH6tMFH83vpP